# الأساطير الكلاسيكية

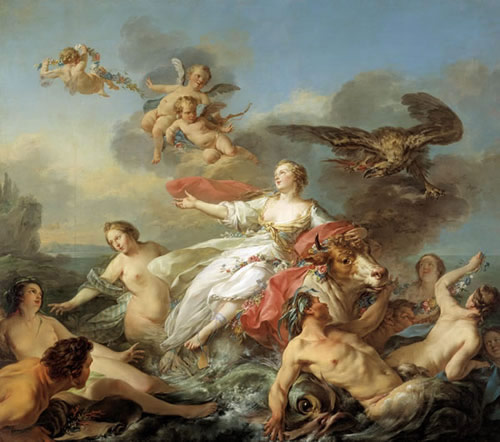

الميثولوجيا الكلاسيكية أو الأساطير اليونانية الرومانية  هي التناول الثقافي للأساطير من الرومانيين واليونانيين القدماء. تمثل الميثولوجيا أحد البقايا الرائدة للعصور الكلاسيكية القديمة في جميع أنحاء الثقافة الغربية المتأخرة.  وفّرت الميثولوجيا الكلاسيكية أهمية موضوعية لكافة أشكال الفنون الأدبية والموسيقية والبصرية. متضمّنة الشعر والمسرحية واللوحات الزيتية والنّحت والأوبرا والباليه، ثم إلى أشكال الثقافة الشّائعة مثل أفلام هوليود والمسلسلات التلفزيونية والكتب الهزلية وألعاب الفيديو. أيضاً، يُشار إلى الأساطير الكلاسيكية في التسمية العلميّة، ولا سيما في علم الفلك إيتش ناين دي إيه الكيمياء إيتش ناين دي إيه الأحياء ونظريّة التحليل النفسي لفرويد إيتش ناين دي إيه النفس البدائي لجونغ.  كانت الأسماء الميثولوجية، أثناء العصور الوسطى إيتش ناين فايف وأن النهضة، تظهر غالباً بالشّكل المترجم إلى اللغة اللاتينية عندما كانت اللغة اللاتينية لا تزال لغة الخطاب التعليمي الدّولي المهيمنة في أوروبا-. لكن مع الإحياء اليوناني للقرن التاسع عشر بدأت الأسماء اليونانية تُستخدم كثيراً، وربما «زيوس» يعتبر مألوفاً أكثر من «جوف» كاسم للإله الأعلى في البانتنيون الكلاسيكي.